# Camden and Atlantic Railroad
De Camden and Atlantic Railroad was een spoorwegmaatschappij in de Verenigde Staten. Het bedrijf opende in 1854 de eerste spoorlijn naar Atlantic City in New Jersey.

## Geschiedenis
Het initiatief voor de Camden and Atlantic Railroad kwam van Jonathan Pitney, een arts uit Absecon, New Jersey. Hij geloofde dat Absecon Island, mits goed bereikbaar, een aantrekkelijke bestemming zou kunnen worden. Pitney verkreeg samen met andere investeerders op 19 maart 1852 een concessie van de staat, in december werd begonnen met de bouw. De treinverbinding liep van Atlantic City naar Camden, bij Cooper's Point aan de Delawarerivier. De spoorlijn van 96,2 km lengte werd op 4 juli 1854 geopend. Tot de voltooiing van een draaibrug moesten passagiers aanvankelijk nog wel overstappen op een veerpont. 
Er werden diverse zijlijnen gepland maar er werd slechts één gerealiseerd: de Atsion Branch. Deze lijn werd echter vanwege een juridisch conflict nooit officieel overgedragen aan de Camden and Atlantic Railroad.
In 1876 kreeg het bedrijf voor het eerst directe concurrentie met de oprichting van de Philadelphia and Atlantic City Railway. Onder de bestuurders bevonden zich enkele voormalige bestuurders van de Camden and Atlantic. In 1877 voltooide deze maatschappij een smalspoorlijn van 1067 mm breedte tussen Camden en Atlantic City. In 1880 volgde een derde concurrent, de West Jersey and Atlantic Railroad, die een lijn via Newfield opende.
In 1883 kwam de Philadelphia and Atlantic City Railway onder controle van de Philadelphia and Reading Railroad, terwijl de Pennsylvania Railroad de Camden and Atlantic Railroad overnam.
In 1883 kwam de spoorweg onder controle van de Pennsylvania Railroad en in 1896 werd deze samengevoegd met meerdere andere maatschappijen tot de West Jersey and Seashore Railroad. De Atlantic City Line van NJ Transit maakt begin 21e eeuw nog steeds gebruik van het oorspronkelijke traject voor de verbinding tussen Philadelphia en Atlantic City.